# Stazione di Momo
La stazione di Momo è una stazione ferroviaria a servizio dell'omonimo comune, posta lungo la linea Novara-Domodossola.

## Storia
La stazione venne aperta nel 1864 in concomitanza con inaugurazione del tratto Novara-Gozzano della futura ferrovia per Domodossola, completata successivamente, solo nel 1888.
La stazione venne impresenziata nel maggio 1991, a seguito dell'attivazione del Dirigente Centrale Operativo.
A partire dal 1º marzo 2001 il piazzale binari fu messo in tensione a 3 000 Volt corrente continua, così come il resto della linea.

## Strutture ed impianti

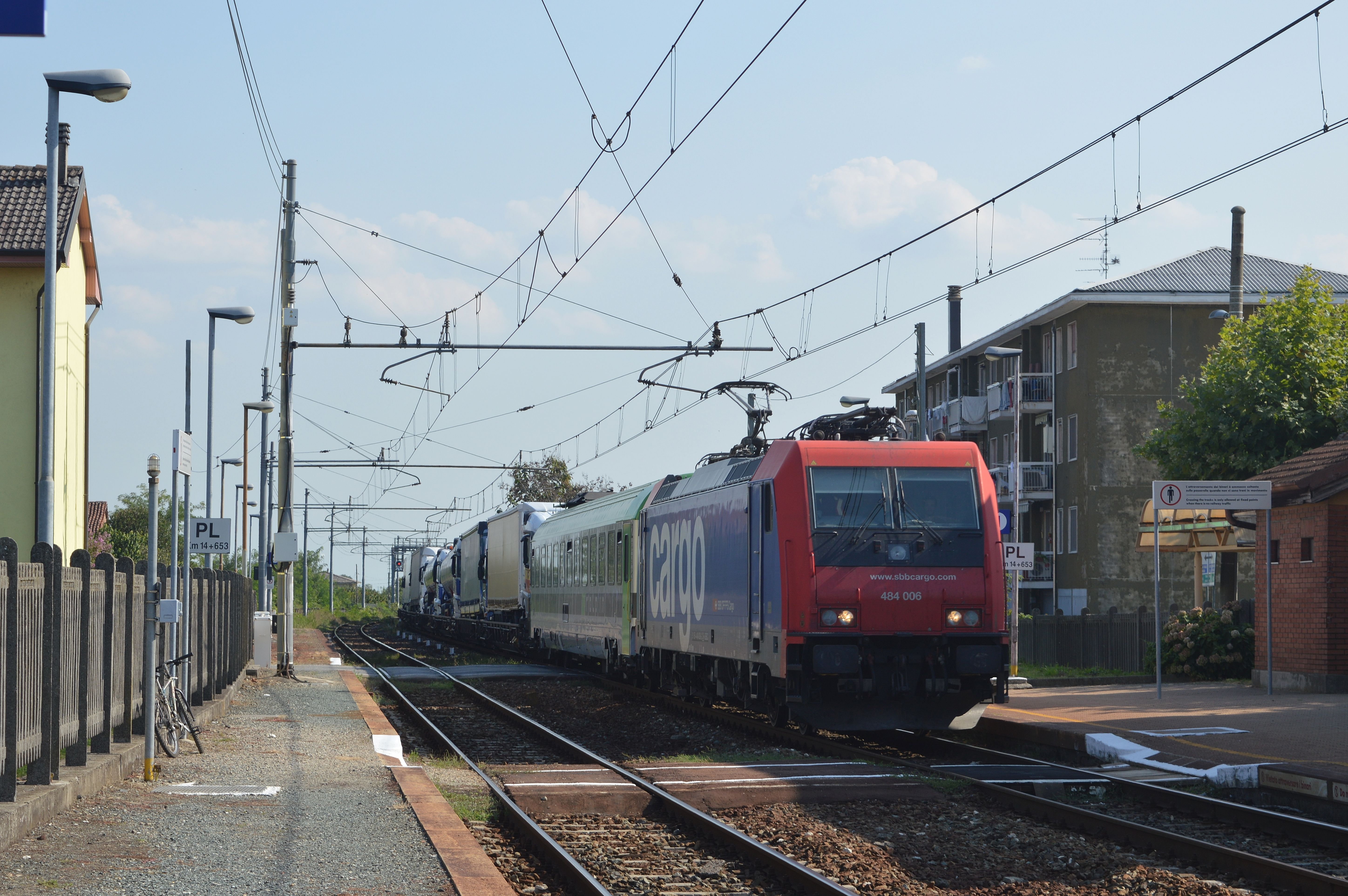
Stazione e binari lato Novara, prima degli interventi del 2016. Si possono notare davanti alla motrice l'originario attraversamento a raso e sulla destra il piccolo fabbricato dei servizi igienici con l'adiacente pensilina per biciclette: tutti rimossi con gli interventi successivi di ristrutturazione

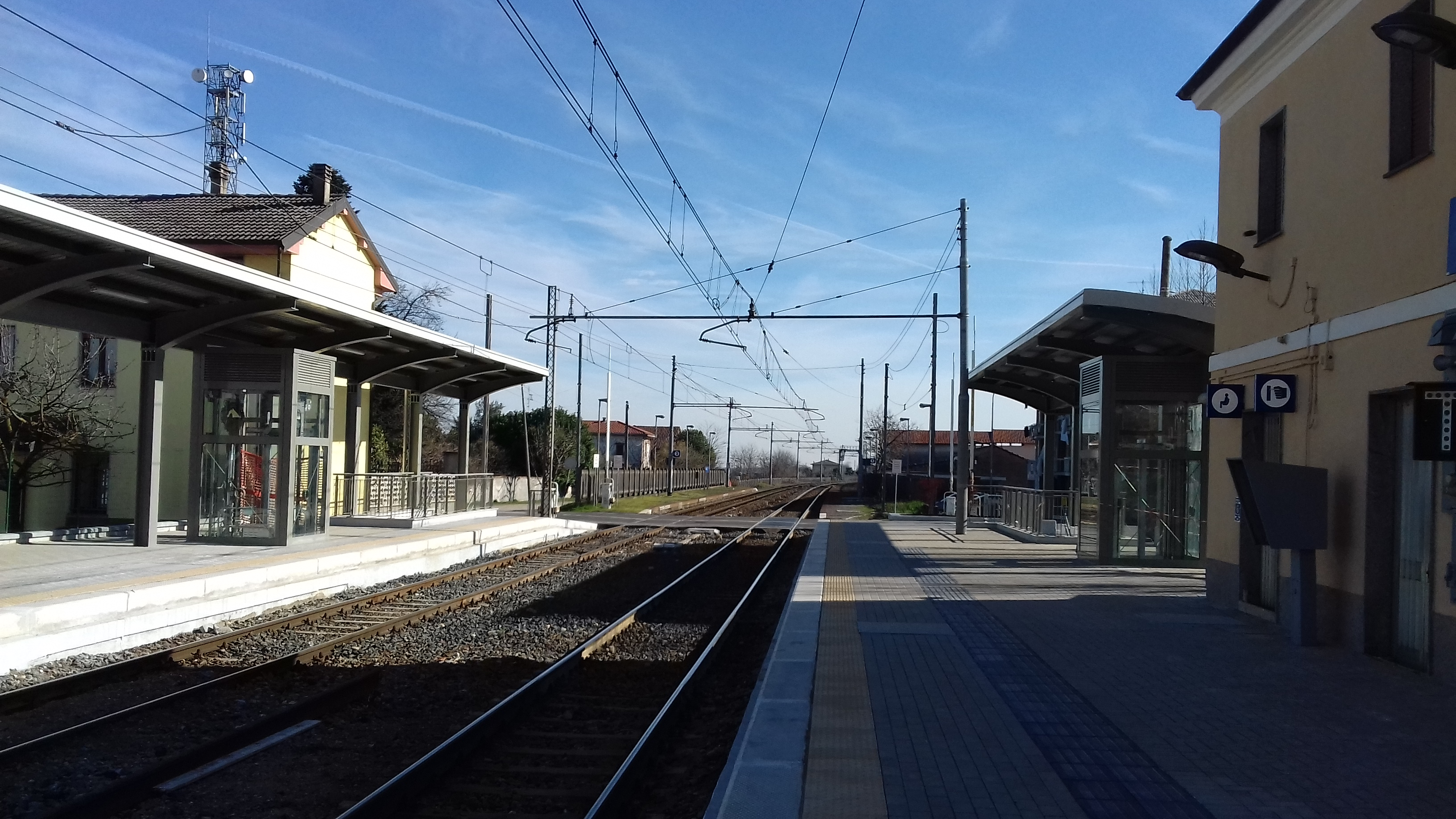
Stazione e binari lato Novara al 2017. Si notano gli effetti degli interventi di ristrutturazione con il rialzo e la pavimentazione delle banchine, l'installazione delle pensiline a copertura del nuovo sottopasso e, sulla destra, il fabbricato viaggiatori

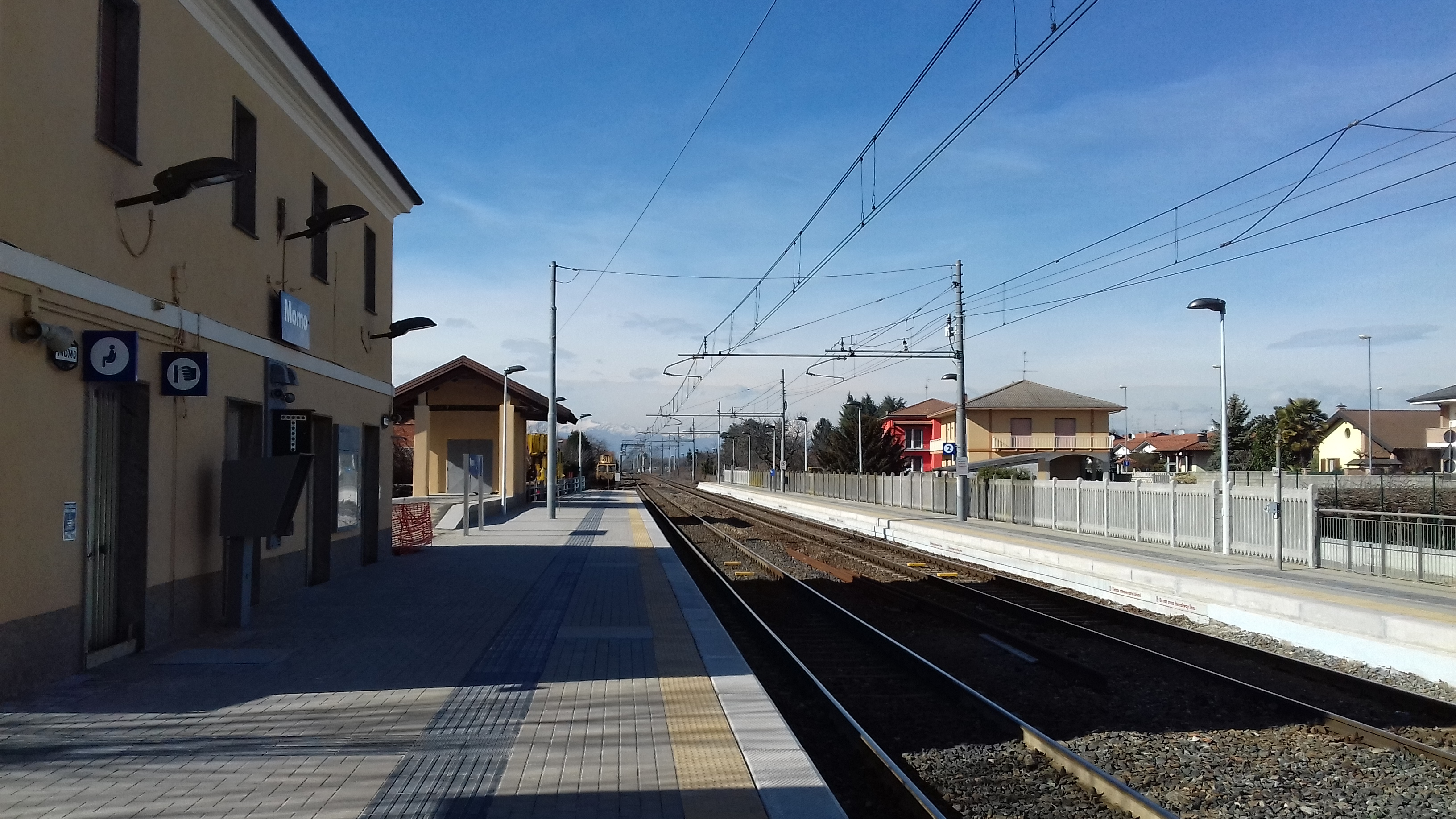
FV, sulla sinistra, e binari lato Domodossola, nel 2017

L'impianto, la cui gestione è affidata a Rete Ferroviaria Italiana, è telecomandato a distanza attraverso il sistema CTC, mediante il Dirigente Centrale Operativo che ha sede a Torino Lingotto.
La stazione dispone di un fabbricato viaggiatori a pianta rettangolare, sviluppato su due piani. L'edificio è dal 2011 interamente chiuso all'utenza ed è stato oggetto di ristrutturazione nel 2016, in concomitanza con i lavori di rinnovamento e modernizzazione della stazione. Al primo piano era presente un appartamento che ospitava il capostazione, che al 2025 risulta disabitato. Al piano terra si trovavano: una sala d’attesa (chiusa nel 2011 e, dal 2016, riconvertita a magazzino di servizio in uso a RFI), l'ufficio movimento (dotato di apparato ACEI e al 2023 impresenziato), ed i locali tecnici (che ospitano alcune apparecchiature per il controllo e la sicurezza della linea e che al 2020 risultano gli unici ancora in uso). Gli ingressi alle stanze sono ubicati sia lato strada che lato binari, con la sola eccezione dell'appartamento al primo piano, che dispone di un apposito ingresso lato binari. Sulla parete lato binari sono presenti un pannello informativo per l’utenza e un’obliteratrice. Presso la parete adiacente all'ingresso è ancora al 2019 presente una piccola tettoia in metallo: essa era utilizzata fino al 2016 come riparo per un monitor usato nella segnalazione delle partenze (che risultava già al settembre 2007 spento e fuori servizio) ed una biglietteria automatica. Questi ultimi due servizi a seguito della conclusione dei lavori nel 2017, furono rimossi, così come la cassetta postale collocata sulla facciata lato strada. Nel 2020 viene aggiunta un'ulteriore struttura a forma di parallelepipedo in lamiera posta accanto al FV, ma da esso separata, lato Domodossola, per contenere alcune apparecchiature tecniche per la gestione del traffico da remoto.
La stazione dispone di due binari, dotati entrambi di una propria banchina a servizio. Il binario 1, dove si svolge la maggior parte del traffico, è di tracciato corretto, invece il 2 è a tracciato deviato, usato solo per eventuali precedenze o incroci. Le due banchine sono collegate da un sottopasso pedonale, costruito nel 2016 non solo per i passeggeri ma anche per gli abitanti del paese, in modo tale da favorire l'attraversamento sicuro e agevole del passaggio a livello, in quanto esso è collocato su una delle vie principali di accesso all'abitato. Quest’ultimo, dotato anche di due ascensori, ha sostituito l’originario attraversamento a raso costituito da una semplice passerella in asfalto, il cui accesso risultava impedito in caso di incrocio tra convogli. 
Durante i lavori di ammodernamento del 2016-2017 le due banchine sono state rialzate a 55 cm dal suolo, secondo gli standard europei, parzialmente coperte da due tettoie in ferro e dotate di percorsi tattili per persone con disabilità visiva. Tali interventi sulla banchina del binario 1 hanno portato alla demolizione del piccolo edificio in mattoni a vista che ospitava i servizi igienici, chiusi ed in disuso dal 1991, quando la stazione iniziò ad essere impresenziata, oltre che della piccola tettoia dotata di rastrelliera per biciclette, posta tra il fabbricato viaggiatori ed il passaggio a livello lato Novara. Al fine di consentire l'accesso alle banchine dai parcheggi posti nelle adiacenze del FV sono state costruite tre piccole scalinate a due gradini per l'utenza; due di esse sono inframezzate da una breve rampa che consente l'accesso, anche ai disabili motori, al primo binario e all'ascensore dalla strada dove si trova il passaggio a livello. Fino al 2016 le due banchine si estendevano anche oltre il succitato passaggio a livello, essendoci anche lì due marciapiedi dedicati all'imbarco dei passeggeri; in realtà questi non sono mai stati effettivamente utilizzati per il servizio viaggiatori, vista la scarsa lunghezza dei treni regionali a servizio della linea, che fermano sempre nella parte propinqua al FV. Con i lavori di ammodernamento del 2017 le parti restanti, poste oltre tale PL, in direzione Novara, non sono state oggetto di ristrutturazione e sono anzi state interdette all'uso da parte dell'utenza.
È presente uno scalo merci posto in direzione Domodossola, il cui servizio risultava soppresso già nei primi anni '90 del XX secolo. Esso includeva un fabbricato merci servito da due binari tronchi, accessibili dal binario 1 di linea mediante due scambi ad azionamento manuale. 
Con i lavori di ammodernamento del 2016 il binario tronco che si trovava parallelo e a servizio del piano caricatore è stato rimosso, consentendo l'allungamento della banchina del binario 1. L'altro tronchino, che termina con un respingente posto nella parte posteriore al magazzino, è stato mantenuto e al 2018 funge saltuariamente da ricovero per i mezzi di manutenzione della linea. 
Il fabbricato merci consiste in un piccolo stabile a pianta quadrata con facciata a capanna dotato di un tetto parzialmente estruso per consentire il riparo durante le operazioni di carico/scarico; nel 2017 è stato oggetto di ristrutturazione al fine di rinconvertirne l'uso a magazzino di servizio per RFI.
Tra il FV e il magazzino merci nel 2019 fu installato un prefabbricato di metallo di piccole dimensioni, usato da RFI per ospitare alcune apparecchiature per il controllo e la sicurezza del traffico sulla linea.

## Movimento
La stazione è servita dai treni regionali svolti da Trenitalia in base al contratto di servizio stipulato con Regione Piemonte.
Tutti i treni passeggeri che percorrono la linea effettuano fermata presso la stazione, per un totale di diciotto nei giorni feriali ridotti invece a otto nei festivi.

## Servizi
La stazione è classificata da RFI nella categoria "Bronze".
Il sottopassaggio è accessibile ai diversamente abili in quanto dotato di due ascensori.

## Interscambi
Nei pressi della stazione, sulla vicina strada statale 229, sono attuati i seguenti interscambi:
- Fermata autobus